# Bruchidius descarpentriesi
Bruchidius descarpentriesi is een keversoort uit de familie bladkevers (Chrysomelidae). De wetenschappelijke naam van de soort werd in 1973 gepubliceerd door Decelle.